# El rapto de Europa (Vallotton)
El rapto de Europa (en francés, L'Enlèvement d'Europe) es un óleo sobre lienzo del pintor franco-suizo Félix Vallotton, creado en 1908. La obra se conserva actualmente en el Museo de Bellas Artes de Berna. 

## Descripción
Desde principios del siglo XX, Félix Vallotton se ocupó cada vez más de pinturas de temática mitológica. Este lienzo, expuesto en el Salón de Otoño de 1908, celebrado en el Grand Palais de París,  representa el rapto de Europa por Zeus, transformado en toro: el rey de los dioses se la habría llevado desde la orilla en el sur del Líbano hasta la isla de Creta, en el continente que desde entonces lleva su nombre. 
Aquí Europa es una muchacha rubia desnuda, vista de espaldas, que se aferra a los cuernos del toro que nada en el mar, tapándole los ojos con el brazo.  Una de sus piernas se agarra a la espalda de Zeus, mientras que la otra termina hundiéndose en el agua.  Al fondo, a la izquierda, se recorta la silueta de una montaña contra un cielo crepuscular, mientras que a la derecha, una gran nube. El paso veloz del dios convertido en toro en el agua está marcado por una fina espuma marina que recuerda a las decoraciones arabescas.  El suave cuerpo rosado de la joven parece emerger del enorme lomo del animal, cuyo color oscuro lo resalta. 